# Petrochromis polyodon
Petrochromis polyodon é uma espécie de peixe da família Cichlidae.